# Rómulo Gallegos
Rómulo Ángel del Monte Carmelo Gallegos Freire (Caracas, 2 de agosto de 1884-Ib., 5 de abril de 1969) fue un novelista y político venezolano. Se le ha considerado como el novelista venezolano más relevante del siglo XX, y uno de los más grandes literatos latinoamericanos de todos los tiempos. Algunas de sus novelas, como Doña Bárbara o Canaima, han pasado a convertirse en clásicos de la literatura hispanoamericana.
El dictador Juan Vicente Gómez le ofreció un cargo como senador que rechazó, teniendo que abandonar el país. Posterior a esto fue ministro de Instrucción Pública de Eleazar López Contreras en 1936. Fue electo presidente de Venezuela en 1947, ejerciendo por escasos nueve meses durante 1948, convirtiéndose en el primer mandatario presidencial del siglo XX elegido de manera directa, secreta y universal por el pueblo venezolano, obteniendo el mayor porcentaje de votos a su favor en elecciones celebradas en el país en todos los tiempos, con más del 80%.
Su separación del poder se debió al Golpe de Estado de 1948, liderado por su propio ministro de Defensa, Carlos Delgado Chalbaud, donde fue arrestado y desterrado. En 1960 fue elegido como comisionado y como el primer presidente de la recién creada Comisión Interamericana de Derechos Humanos, cargo que ejerció hasta 1963. Desde entonces vivió en Caracas hasta el día de su muerte, ejerciendo también como senador vitalicio.

## Primeros años

### Infancia y juventud
Nació en Caracas. Hijo de Rita Freire Guruceaga y de Rómulo Gallegos Osío, inició la escuela primaria en 1888. En 1894 ingresó en el Seminario Metropolitano pero sale obligado por la muerte de su madre el 13 de marzo de 1896 por la necesidad de ayudar a su padre a sostener la familia. En 1898 ingresa en el colegio Sucre, donde tiene como maestros a Jesús María Sifontes y a José Manuel Núñez Ponte. Recibe el título de bachiller en 1902 y en ese mismo año se inscribe en la Universidad Central de Venezuela para seguir la carrera de leyes, que abandona en 1905. En 1906, fue designado jefe de la estación del Ferrocarril Central, en Caracas. Ya Gallegos había comenzado su larga trayectoria como escritor. El 1 de abril de 1912 se casó con Teotiste Candelaria Arocha Egui (1895-1950), hija de Rafael Arocha Merchán y de María de Jesús Egui.

### Vida literaria

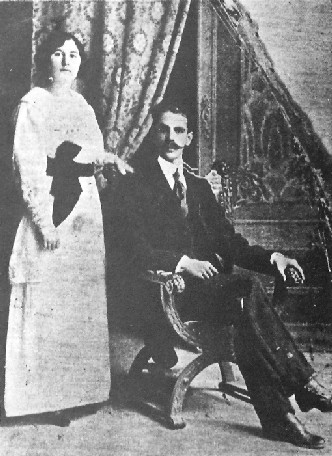
Rómulo Gallegos y su esposa Teotiste Arocha Egui (1895-1950)

El inicio de Rómulo Gallegos como escritor está asociado al teatro. Junto a sus compañeros de la revista La Alborada compartió la pasión por este género. Llegó a escribir varias obras, como «Los ídolos» (1909) y «El motor» (1910), de las cuales solo esta última se publicó en vida del autor. «Los ídolos» fue una pieza de la cual hizo una versión probablemente del mismo año, «Los predestinados» (la primera permanece inédita; la segunda fue publicada en el n.° 2 de La Alborada, el 14/2/1909). En las «Obras selectas», Editorial Edime, 1959, aparece «El motor» y «El milagro del año» de 1915, que también publicó como cuento.
Gallegos hace referencias en diferentes momentos de obras de teatro que tenía en proyectos, o que destruyó, como lo es el caso de «Listos» (que refiere en carta a su amigo Salustio González Rincones) y «La espera» (probablemente de 1915). Su experiencia como dramaturgo luego se mostrará en el cine con el guion de «Doña Bárbara» (1940), y de «La Trepadora», «Canaima» y «La Señora del frente», para la industria mexicana. También en «Juan de la Calle» (1941). Casi ninguno de sus guiones se conserva. Salvo una pieza en 32 actos llamada «La doncella», que se publicó en México en 1957. Se trata de una emocionante pieza sobre la vida de Juana de Arco, y donde su maestría del diálogo se muestra con fuerza, pero no se llevó a cabo su rodaje pese a que era un encargo.
En sus comienzos como narrador, Rómulo Gallegos publicó Los Aventureros (Caracas, 1913), una colección de cuentos. Otros relatos son recopilados en La Rebelión y otros cuentos (Caracas, 1946), La Doncella y El Último Patriota (México, 1957). Su período como cuentista abarca desde 1913 hasta 1919, aunque otros cuentos se publicarán en 1922. En sus obras siempre mantendrá el realismo, las cuales se dividen en tres temáticas fundamentales: Los de crítica de costumbres, los de ambiente criollo donde plantea la antinomia civilización y barbarie, y los que describen pasiones, desequilibrios y anormalidades.
Sus novelas reflejan su interés por la vida del campesinado venezolano. Su primera novela, El último Solar (1920), la reeditaría en 1930 con el título de Reinaldo Solar que relata la historia de la decadencia de una familia aristocrática a través de su último representante, en el que se adivina a su amigo Enrique Soublette, con quien fundará en 1909 la revista Alborada. En 1922 escribe El forastero pero lo publica empezando el año de 1942 por temor a la reacción del dictador Juan Vicente Gómez. En 1922 logra publicar La rebelión y en 1925 La Trepadora, retratando en ambas obras el problema del mestizaje, planteando como solución los matrimonios mixtos. En 1926 viaja a Europa y redescubre en el santuario de Lourdes su fe perdida.
En 1927 viajó para presenciar los Llanos venezolanos y así documentarse para su próxima novela. El resultado sería Doña Bárbara publicada en 1929. Doña Bárbara representa aquella Venezuela cruel e insensible afectada por la corrupción, la traición, el despotismo, la falta de libertad, el latifundismo, la injusticia y la brujería; pero en el melodrama se muestra que en la realidad existía también una raza buena que ama, sufre y espera para luchar contra la dictadura desenfrenada de aquel entonces, representada en el personaje de Santos Luzardo. Esta novela lo llevaría al reconocimiento público, fue la más exitosa de sus obras.

## Carrera política

### Nombramiento como senador y primer exilio
El dictador Juan Vicente Gómez al ver su prestigio lo nombró en 1931 senador por el estado Apure, pero sus convicciones democráticas lo hicieron declinar el cargo y expatriarse, exiliándose en 1931 a Nueva York.
En 1932 va a España y permanece allí hasta que en 1935 muere el dictador y Rómulo Gallegos decide volver a Venezuela. En el año de 1934 publicó Cantaclaro, y en 1935 Canaima. Así como para Gallegos el mestizaje era la solución de los conflictos entre mantuanos e indígenas, el mestizaje también sería la solución de los conflictos de civilización y barbarie.
En 1937 publicó Pobre negro, en 1942 El forastero, y al año siguiente Sobre la misma tierra. En 1951 publicó La brizna de paja en el viento. En 1952 comienza a redactar su última novela Tierra bajo los pies, que permanecería inédita hasta su tardía publicación en 1973.

### Ministro de Instrucción Pública
Comenzó su carrera política a muy temprana edad militando en oposición al dictador Juan Vicente Gómez. Cuando el general Eleazar López Contreras asume la presidencia en 1936, se inicia una era reformista en Venezuela y Gallegos fue nombrado Ministro de Instrucción Pública, despacho que intentó reformar, llegando inclusive a cambiar su denominación por la de Ministerio de Educación Nacional; sin embargo sus esfuerzos para llevar a cabo una profunda reforma escolar fueron obstaculizados por un Congreso Nacional ampliamente dominado por el gomecismo y se le obligó a dimitir. En 1937 Gallegos es elegido diputado y poco a poco abandonará la literatura para dedicarse a la política.

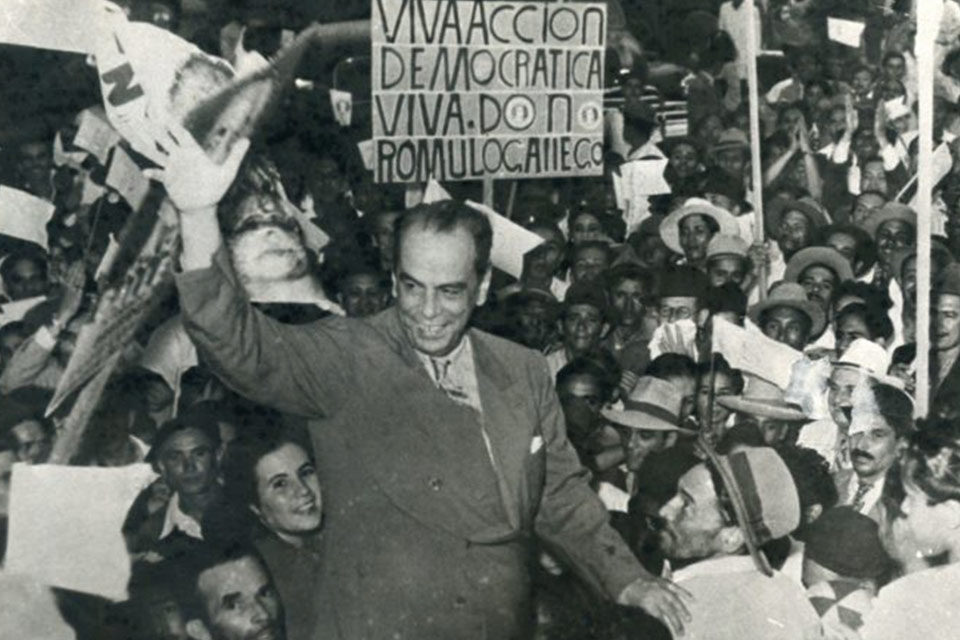
Campaña presidencial de Rómulo Gallegos en 1947.

En 1941 Acción Democrática (antes Partido Democrático Nacional), del cual figura como fundador, propone a Gallegos como candidato a la presidencia de la Nación perdiendo con el general Isaías Medina Angarita.
En 1945 participó en el golpe militar que llevó al poder a Rómulo Betancourt como presidente provisional del país.

### Presidente de Venezuela

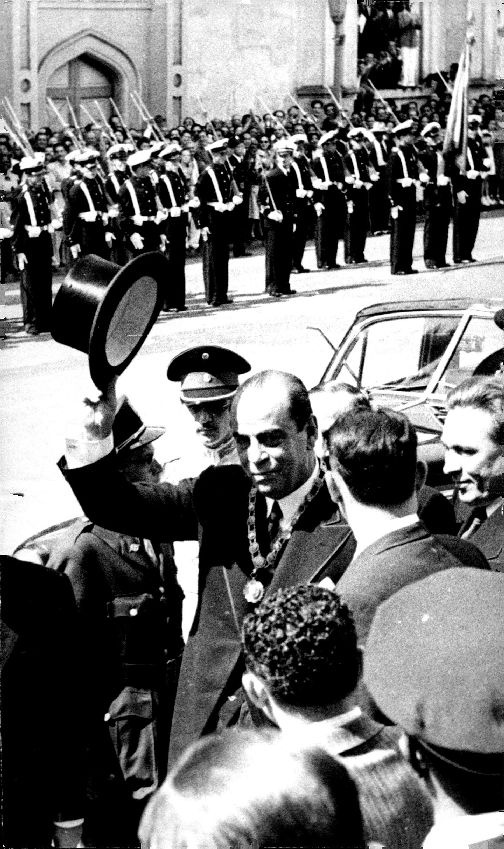
Rómulo Gallegos luego de su juramentación como Presidente el 17 de febrero de 1948

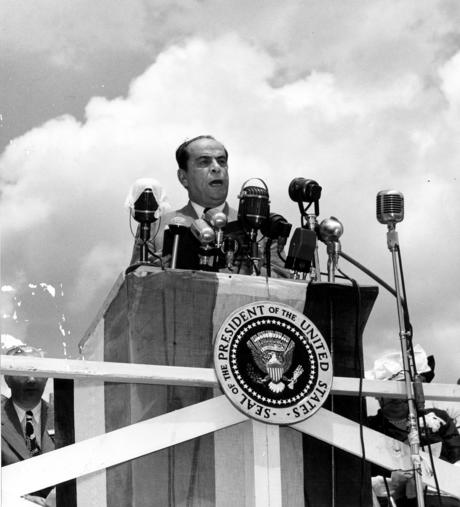
Rómulo Gallegos en los Estados Unidos el 4 de julio de 1948.

Fue en las primeras elecciones libres de Venezuela de 1947 cuando es elegido presidente de la nación mediante el sufragio universal, directo y secreto. Toma el cargo el 15 de febrero de 1948 y se destacó por elevar la participación fiscal del estado en la renta petrolera de 43 % al 50 %, un esquema tributario conocido como «fifty/fifty» y que fue replicado posteriormente en varios países productores, notablemente Arabia Saudita.

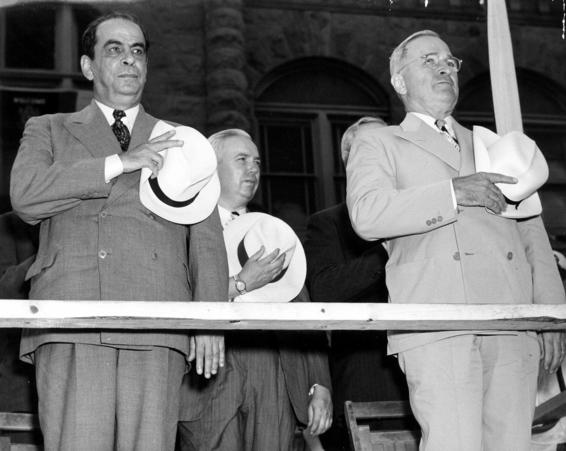
El presidente Gallegos junto al presidente estadounidense Harry S. Truman

Sin embargo en noviembre del mismo año el ejército se subleva en el golpe de Estado de 1948 bajo el mando de una junta militar encabezada por Carlos Delgado Chalbaud y Marcos Pérez Jiménez, quienes lo destituyen de su cargo; muere así la experiencia democrática.

#### Gabinete ministerial
| Gabinete Ministerial 1948    | Gabinete Ministerial 1948    | Gabinete Ministerial 1948   |
| ---------------------------- | ---------------------------- | --------------------------- |
| Ministerio                   | Nombre                       | Período                     |
| Relaciones Interiores        | Eligio Anzola Anzola         | Febrero a noviembre de 1948 |
| Relaciones Exteriores        | Andrés Eloy Blanco           | Febrero a noviembre de 1948 |
| Hacienda                     | Manuel Pérez Guerrero        | Febrero a noviembre de 1948 |
| Defensa                      | Carlos Delgado Chalbaud      | Febrero a noviembre de 1948 |
| Fomento                      | Juan Pablo Pérez Alfonzo     | Febrero a noviembre de 1948 |
| Obras Públicas               | Edgar Pardo Stolk            | Febrero a noviembre de 1948 |
| Educación                    | Luis Beltrán Prieto Figueroa | Febrero a noviembre de 1948 |
| Trabajo                      | Raúl Leoni                   | Febrero a noviembre de 1948 |
| Comunicaciones               | Leonardo Ruiz Pineda         | Febrero a noviembre de 1948 |
| Agricultura                  | Ricardo Montilla             | Febrero a noviembre de 1948 |
| Sanidad y Asistencia Social  | Edmundo Fernández            | Febrero a noviembre de 1948 |
| Secretario de la Presidencia | Gonzalo Barrios              | Febrero a noviembre de 1948 |

### Segundo exilio, retorno a Venezuela y senado vitalicio
Exiliado de nuevo, se va a Cuba y a México en 1949, y vive en la capital mexicana y en la ciudad de Morelia. Rómulo Gallegos regresó a Venezuela al finalizar la dictadura de Marcos Pérez Jiménez en 1958. En 1960 fue elegido Comisionado y primer presidente de la recién creada Comisión Interamericana de Derechos Humanos, órgano de la OEA en Washington, D. C., cargo que ejerció hasta 1963. Desde entonces vivió en Caracas hasta el día de su muerte, ejerciendo como senador vitalicio entre 1961 y 1969.

## Honores
El 3 de mayo de 1994 el presidente Rafael Caldera había decretado los honores del Panteón Nacional para Gallegos, pero jamás fue sepultado porque la última voluntad del escritor era descansar junto a la tumba de su esposa Teotiste, en el ala sur del Cementerio General del Sur. El 15 de junio de 2016 la tumba de Gallegos y de su esposa fueron profanadas y la alcaldía del Municipio Libertador anunció de manera extraoficial que sus restos serían trasladados al Panteón Nacional.

## Vida personal
Rómulo Gallegos obtuvo la cédula de identidad 00023, y su esposa Teotiste Arocha de Gallegos fue la primera mujer en la historia en ser cedulada, con el número 00024.

## Obras
Novelas
- Reinaldo Solar (1920)
- La trepadora (1925)
- Doña Bárbara (1929)
- Cantaclaro (1934)
- Canaima (1935)
- Pobre negro (1937)
- El forastero (1942)
- Sobre la misma tierra (1943)
- La brizna de paja en el viento (1952)
- Tierra bajo los pies (1973)

Colecciones de relatos
- La doncella y el último patriota (1957)
- Los aventureros (1911)
- La rebelión y otros cuentos (1946)
- Cuentos completos (1981)

Teatro
- Los ídolos. Drama en cuatro actos. Caracas. (1909)
- Los predestinados. Caracas, La Alborada, n.° 2, 14 de febrero (1909)
- El Motor. Drama en tres actos. Caracas. Julio (1910)
- El milagro del año. (1915), publicada en Obras selectas, Madrid, Edime (1959)

Otros
- Una posición en la vida (1954), escritos y discursos políticos.

Adaptaciones de sus obras
Telenovelas y Series
Doña Bárbara
- Doña Bárbara (1975, RCTV) - Venezuela
- Doña Bárbara (2008, Telemundo)  - Estados Unidos/Colombia
- La Doña (2016, Telemundo) - Estados Unidos/México

La Trepadora
- La Trepadora (1975, RCTV) - Venezuela
- La Trepadora (2008, RCTV Internacional) - Venezuela

Pobre Negro
- Pobre Negro (1975, RCTV) - Venezuela

- Pobre Negro (1989, RCTV) - Venezuela

Canaima
- Canaima (1976, RCTV) - Venezuela

Sobre la misma tierra
- Sobre la misma tierra (1976, RCTV) - Venezuela

## Producción cinematográfica
En 1938 funda Estudios Ávila (1938-1942) una de las primeras empresas cinematográficas en el país que, con aspiraciones culturales y comerciales, se ocupa de la producción de la propaganda institucional a través del cine. Será a través de esta productora que el novelista, en íntima relación con el cineasta Rafael Rivero Oramas, realice en 1941 el largometraje de visos neorrealistas titulado Juan de la Calle. En 1943 participó como supervisor y coguionista de la película mexicana Doña Bárbara, basada en su novela homónima, dirigida por Fernando de Fuentes y protagonizada por María Félix y Julián Soler.

## Traducciones
De muchas obras de Rómulo Gallegos se han hecho incontables ediciones en una gran cantidad de idiomas, siendo Doña Bárbara la más popular y la que más traducciones ha tenido en todo el mundo (inglés, francés, ruso, italiano, esperanto, entre otros). De La Trepadora se hizo en Caracas una notable traducción al italiano, lo que ayuda a comprender la idea de que el enfoque de los temas tratados por Rómulo Gallegos es mucho más universal de lo que en un principio pudiera parecer.

## Legado
Dirá el escritor mexicano Carlos Fuentes sobre Gallegos, a quien llamaba padre nuestro:
"(...) novelista primario y novelista primordial de la América española, india y africana, nos ofrece una salida de la naturaleza, sin sacrificarla. Y un ingreso a la historia, sin convertirnos en sus víctimas."

### Reconocimientos
La Universidad de Columbia le confiere el doctorado honoris causa en 1948, al cual renuncia en 1955 cuando le otorgan la misma distinción al dictador guatemalteco Carlos Castillo Armas, con esto sigue mostrando su convicción democrática. Es distinguido por otras universidades, entre las que se encuentran la Universidad de San Carlos en Guatemala (1951), la Universidad de Costa Rica (1951), la Universidad de Oklahoma en Estados Unidos (1951), la Universidad Central de Venezuela (1958), la Universidad de Los Andes en Venezuela (1958) y La Universidad del Zulia (1958). Ganó el Premio Nacional de Literatura (1958) y fue nominado 9 veces al Premio Nobel de Literatura entre 1951 y 1967.

## Homenajes
- Premio Internacional de Novela Rómulo Gallegos, otorgado, cada dos años, por el gobierno de Venezuela.
- Universidad Nacional Experimental de los Llanos Centrales Rómulo Gallegos (UNERG), una universidad con sede en San Juan de los Morros, estado Guárico.
- Municipio Rómulo Gallegos, estado Apure, Venezuela.
- Municipio Rómulo Gallegos, estado Cojedes, Venezuela.
- Centro de Estudios Latinoamericanos Rómulo Gallegos (CELARG), instituto de difusión cultural de Caracas, Venezuela
- Avenida Rómulo Gallegos, una de las vías más importantes de Caracas, Venezuela
- Parque nacional Santos Luzardo, nombre tomado de uno de los personajes principales de su famosa novela de Doña Bárbara.
- Unidad Educativa Instituto Rómulo Gallegos en Valencia, estado Carabobo.
- Avenida Rómulo Gallegos (Barquisimeto, Lara)
- Avenida Rómulo Gallegos (Cumaná, Estado Sucre)
- Colegio Rómulo Gallegos (Petare, Estado Miranda)
- Unidad Educativa Rómulo Gallegos (Mérida, Estado Mérida)
- Unidad Educativa Liceo Rómulo Gallegos (Maracaibo, Estado Zulia)

| Predecesor: Rómulo Betancourt | Presidente de los Estados Unidos de Venezuela 17 de febrero - 24 de noviembre de 1948 | Sucesor: Carlos Delgado Chalbaud (de facto) |